# Oorlogscommunisme
Oorlogscommunisme of militair communisme (Russisch: Военный коммунизм) was een economisch-politiek systeem, dat in de Sovjet-Unie werd toegepast tijdens de Russische Burgeroorlog van 1918 tot 1921.
Volgens de Russische geschiedschrijving werd het oorlogscommunisme door de bolsjewieken ingevoerd om steden en het Rode Leger te blijven voorzien van voedsel en wapens onder omstandigheden waarin alle normale economische systemen door de oorlog stillagen. Het oorlogscommunisme begon in juni 1918 onder bevel van de hoogste economische raad van de Sovjet-Unie. Op 21 maart 1921 werd het systeem afgeschaft en vervangen door de Nieuwe Economische Politiek.

## Beleid
Onder het oorlogscommunisme werden de volgende veranderingen doorgevoerd:
1. Alle industrieën werden genationaliseerd en onder een strak geregeld centraal management geplaatst.
2. De staat kreeg volledige monopolie over handel met het buitenland.
3. Van alle werknemers werd een hoge mate van discipline vereist. Op stakingen stond bijvoorbeeld de doodstraf.
4. Voor de niet-arbeidersklasse werd een werkplicht ingevoerd.
5. Prodrazvjorstka – centralisering van alle landbouw.
6. Voedsel en andere primaire levensbehoeften werden gerantsoeneerd om ze beter te kunnen verdelen.
7. Privébedrijven werden illegaal.
8. De staat paste een zware, militaire controle toe op spoorwegen.

Omdat Rusland ten tijde van de invoering van dit beleid in een burgeroorlog verkeerde, was het oorlogscommunisme in praktijk een stuk minder gecoördineerd dan in theorie zou moeten. Veel gebieden in Rusland waren buiten het bereik van de bolsjewieken, en slechte communicatie zorgde ervoor dat in gebieden die wel van de bolsjewieken waren de lokale overheden er toch alleen voorstonden zonder centrale coördinatie vanuit Moskou.

## Doel
Wat de bolsjewieken precies wilden bereiken met het oorlogscommunisme blijft tot op heden onderwerp van discussie en controverse. Volgens sommigen, zoals Vladimir Lenin, wilden ze er enkel de oorlog mee winnen. Anderen, zoals historicus Richard Pipes, filosoof Michael Polanyi, en econoom Paul Craig Roberts or Sheldon L. Richman, beweren dat het oorlogscommunisme een poging was om privébezit uit te roeien om zo alle industrieën tot staatseigendom te maken in de hoop de economie te bevorderen..

## Gevolgen

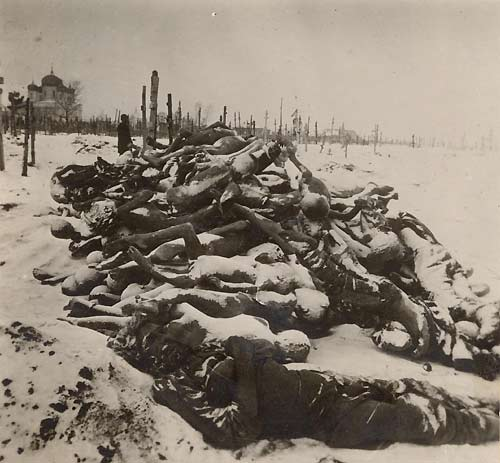
Foto van overledenen als gevolg van de hongersnood van 1921.

Het oorlogscommunisme eiste zijn tol in het reeds door oorlog verscheurde Rusland. Veel boeren weigerden mee te werken aan het oorlogscommunisme omdat de overheid te veel van hun gewassen afnam. Mensen migreerden in grote aantallen naar het platteland, omdat de kans dat men daar voor zichzelf kon zorgen beduidend groter was. Daarmee werd de werkdruk voor de achterblijvers in de stad steeds hoger. Tussen 1918 en 1920 verloor Sint-Petersburg 75% van zijn inwoners. Overal in Rusland ontstonden zwarte markten, ondanks de straf die hierop stond.
In 1921 was de industriële productie nog maar 20% van die in 1913. Ongeveer 90% van alle transacties werd betaald met goederen in plaats van geld, en 70% van het spoorwegmaterieel moest nodig worden gerepareerd. Dit gecombineerd met 7 jaar oorlog en een droogte leidden tot de Russische Hongersnood van 1921, waarbij 3 tot 10 miljoen doden vielen. Meerdere stakingen braken uit in Rusland, waaronder de Tambov-opstand. Het keerpunt voor het oorlogscommunisme was de Opstand van Kronstadt in maart 1921.